# Flensburger Bahnhofswald

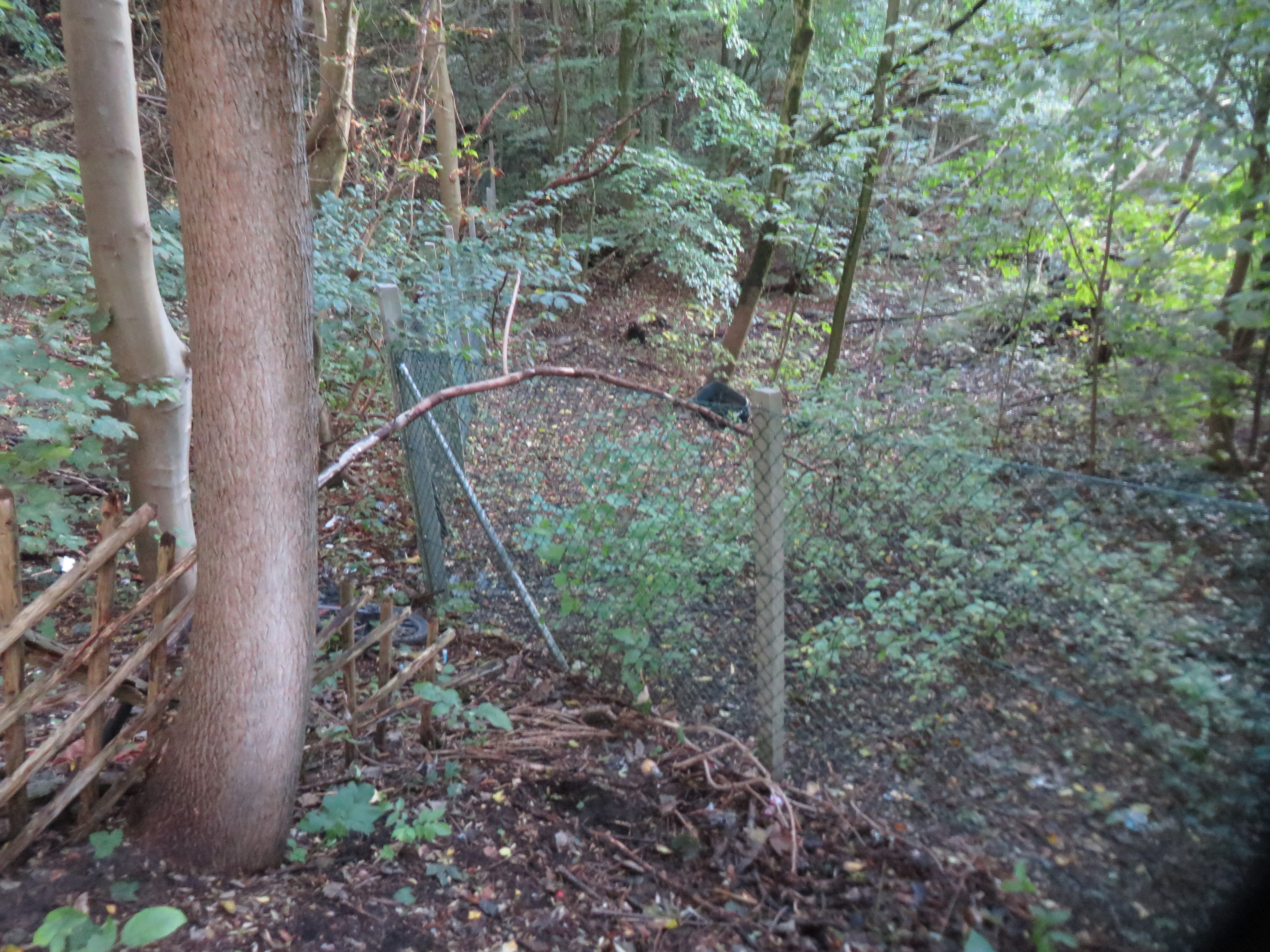
Westlicher Hangbewuchsbereich beim Bahnhofsviertel, inmitten des Gebietes des Bahnhofswaldes (2019)

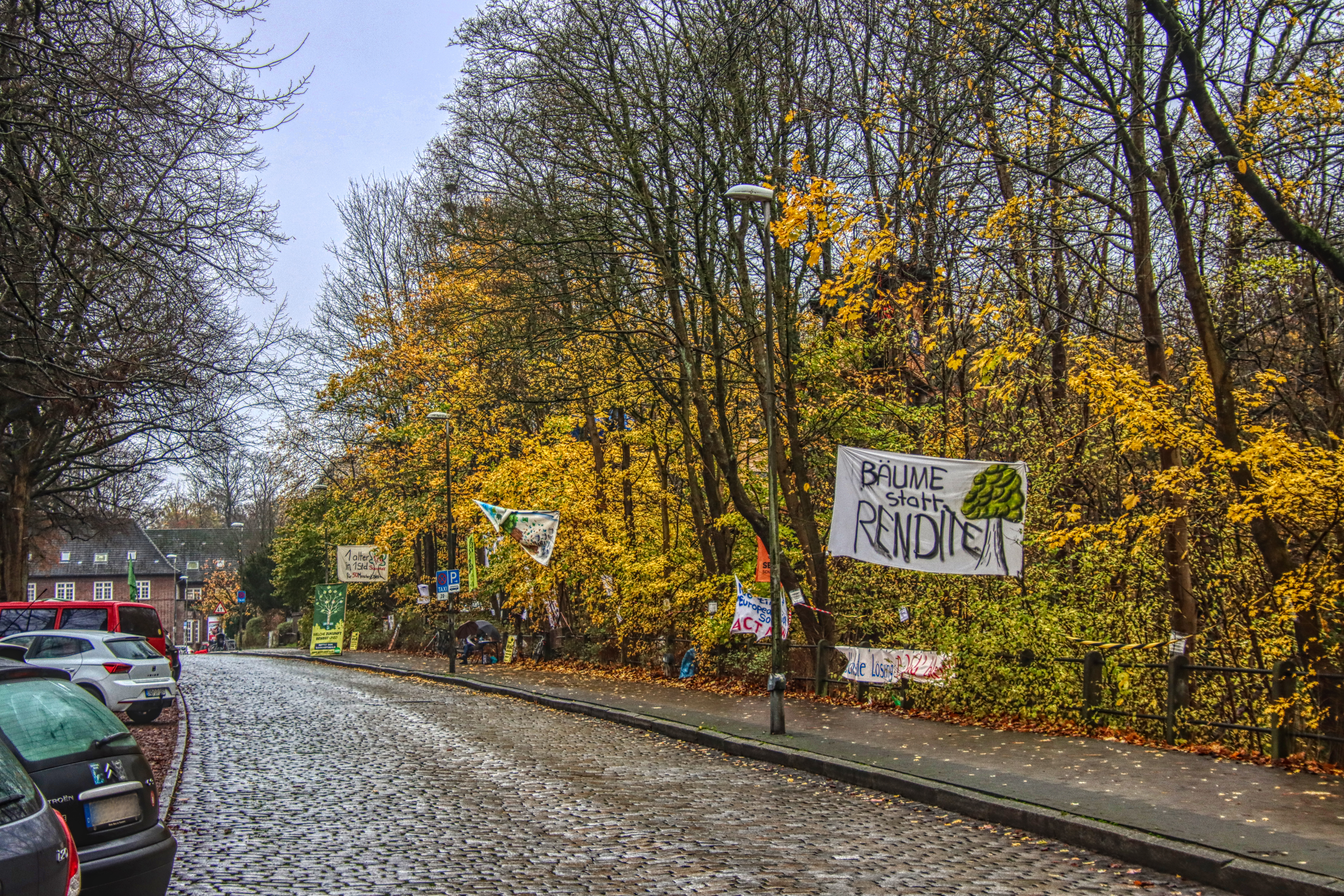
Besetzung des Bahnhofswaldes von der Straße betrachtet (2020)

Der Flensburger Bahnhofswald ist ein innerstädtisches Wäldchen nahe dem Flensburger Hauptbahnhof.

## Bestand
Der Mischwald mit einer Größe von 1,8 Hektar wird von Rotbuchen, Linden und verschiedenen Ahornen (Feld-, Berg-, Spitz- und Kugel-Ahorne) dominiert. Im Wald wurden 32 Brutvogelarten nachgewiesen oder als potenziell vorkommend eingestuft, sowie vier Fledermausarten, wovon zwei auf der roten Liste der bedrohten Arten stehen.

## Bauvorhaben Hotel
Im Jahr 2017 gab es erstmals Pläne, neben dem Bahnhof auf einem Teil des Wäldchens ein Hotel zu bauen. Im Februar 2021 wurde ein Teil der Bäume gerodet, die planungsrechtlich nicht als Wald klassifiziert sind. Die Deutsche Hospitality plant, dort ab Ende 2023 ein Intercity-Hotel zu betreiben. Im Jahr 2021 kam es zu Protesten und Baumbesetzungen hinsichtlich des besagten Baumbestandes.